# Kindernetzwerk
Das Kindernetzwerk e. V. ist ein deutscher Verein mit Sitz und Geschäftsstelle in Aschaffenburg, der sich für Kinder, Jugendliche und junge Erwachsene mit chronischen Krankheiten und Behinderungen einsetzt.

## Geschichte
Das Kindernetzwerk (knw) wurde 1993 mit dem Ziel gegründet, Kindern und Jugendlichen sowie deren Familien bei seltenen chronischen Krankheiten und Behinderungen, kompetente Informationen und qualifizierte Hilfe zu vermitteln. Im Verein sind zahlreiche Selbsthilfegruppen als aktive Mitglieder vertreten, welche die bundesweit einmalige Datenbank der gemeinnützigen Organisation nutzen und ständig weiterentwickeln.
Das Kindernetzwerk stellt eine Datenbank mit Selbsthilfegruppen zur Verfügung und bietet eine Plattform politischer Diskussionen durch die Betroffenen und Angehörigen. Es wird vom Bundesverband der Betriebskrankenkassen, Krankenkassen, Ersatzkassen und deren Verbände, durch die Bundeszentrale für gesundheitliche Aufklärung sowie von Pharma- und anderen Unternehmen gefördert.
Das knw ist kompetenter Ansprechpartner – in der Fachöffentlichkeit wie auch in Politik und Gesellschaft. Mit unserem Expertenwissen geben wir Anstöße in gesundheits-, sozial- und familienpolitischen Diskussionen und bringen uns durch Teilnahme an Anhörungen, politischen Fachgesprächen auf Ausschuss- oder Ministeriumsebene, mit einzelnen Parlamentariern oder Gremien wie der Kinderkommission in den politischen Willensbildungsprozess ein. Im März 2018 wurde ein Handlungspaket als „Berliner Appell“ erlassen, der im Jahr 2023 anlässlich des 30-jährigen Jubiläums aktualisiert wird.
Vorsitzende des Kindernetzwerks ist  Annette Mund. Stellvertretende Vorsitzende sind Susann Schrödel und Richard Haaser. Mitglieder des Erweiterten Vorstandes sind Lars Glöckner, Elke Hauke, Volker Koch, Johannes Oepen, Gabriele Trost-Brinkhues und Elfriede Zoller. Ehrenvorsitzender ist Hubertus von Voß. Geschäftsführerinnen sind Henriette Högl und Kathrin Jackel-Neusser.